# Rivalité Notre Dame-USC
La  Rivalité Notre Dame-USC, aussi surnommé Battle for the Jeweled Shillelagh (prononcé [ˈʤuːᵊld ʃɪˈleɪli], dju-w'ld shi-LAY-lee), est une célèbre rivalité dans le football américain universitaire opposant les équipes du Fighting Irish de Notre Dame de l'université de Notre-Dame-du-Lac et des Trojans de l'USC de l'université de Californie du Sud.
La rivalité a commencé en 1926 et est considérée comme l'une des plus féroces du football américain universitaire,.
Le match est généralement joué le samedi suivant Thanksgiving lorsque le match se déroule à Los Angeles en Californie et le deuxième ou le troisième samedi d'octobre lorsque le match se déroule à South Bend dans l'Indiana.
Bien que le match se joue à Los Angeles les années paires, il n'est pas retransmis par la Fox (possédant les droits pour la conférence Pacific-12) ni par CBS (possédant les droits de la conférence Big 12) mais, comme la plupart des matchs en déplacement de Notre Dame, par ABC via sa chaine ESPN sur ABC. Les années impaires, lorsque le match se joue à South Bend, il est diffusé sur NBC, possédant les droits de retransmission des matchs à domicile de Notre Dame.

## Histoire
Fin de saison 2024, Notre Dame mène la série avec 50 victoires contre 37 à l'USC et 5 nuls.
La victoire d'USC en 2005 et les victoires de Notre Dame en 2012 et 2013 ont été annulées par les universités respectives à la suite des sanctions de la NCAA à l'égard d'USC,.
Le match s'est joué chaque année depuis la saison 1926, à l'exception des saisons 1943, 1944 et 1945 pendant la Seconde Guerre mondiale et de la saison 2020 lorsque la conférence Pacific-12 a annulé tous les matchs hors conférence à la suite de la pandémie de Covid-19. Cette pandémie a donc interrompu une séquence de 73 années consécutives au cours desquelles le match avait été joué. C'est ainsi que, pour la première fois de l'histoire de la série, deux matchs de la rivalité se sont donc joués consécutivement dans les mêmes installations, ceux de 2019 et 2021 s'étant joués à South Bend.
Malgré de nombreux matchs serrés, la série a connu diverses périodes de domination : l'USC a eu un bilan de 12-2-2 de 1967 à 1982, Notre Dame est restée invaincue (11-0-1) de 1983 à 1995 et l'USC est restée invaincue (8-0) de 2002 à 2009. Cependant, alors que Notre Dame et l'USC ont battu l'autre dans des matchs historiques permettant à l'une d'elles de décrocher un titre national, les deux équipes se sont également joué des tours l'une à l'autre à plusieurs reprises :
- Notre Dame (n°1 invaincue) a battu USC (n°2 invaincue) en déplacement au Coliseum pour le titre national en 1988. Les Irish ont également empêché le titre national des Trojans en leur infligeant leur première défaite lors du dernier match de la saison en 1947 et 1952, ainsi qu'en leur infligeant une première défaite en 1927, 1973 et 1995. Ils ont également fait match nul (21 à 21) avec USC (alors n°1) en 1968, les faisant descendre à la deuxième place derrière Ohio State (qui a ensuite battu USC au Rose Bowl). Les Irish ont de nouveau fait match nul avec les Trojans en 1969 (14 partout), leur seule défaite de la saison (10-0-1 )[9] ;
- L'USC a ruiné les espoirs légitimes de titre irlandais en 1938, 1964, 1970, 1980, et leur a fait partager le titre en 1948 avec Michigan qui avait déjà été désigné n°1 par le sondage AP[9] Chacun de ces matchs avait eu lieu lors de la dernière semaine de la saison[10] L'USC a également gâché les campagnes irlandaises en 1931 et 1971[9].

Notre Dame et l'USC ont été parmi les programmes les plus performants du football américain universitaire, les universités ayant remporté, jusque fin 2023, un total combiné de 24 championnats nationaux et 15 trophées Heisman. De plus, les deux écoles ont produit un grand nombre de joueurs reconnus par consensus All-Americans (102 pour Notre Dame - le plus grand nombre dans le football américain universitaire - et 82 pour l'USC) et d'intronisés au College Football Hall of Fame (46 pour Notre Dame et 43 pour l'USC) et au Pro Football Hall of Fame (13 pour chaque université). Ces programmes ont également fourni le plus grand nombre de joueurs sélectionnés lors des drafts de la NFL de toutes les universités, 546 joueurs pour Notre Dame et 530 pour l'USC. Aucune rivalité dans le football américain universitaire ne représente autant d'honneurs combinés.

## Trophée

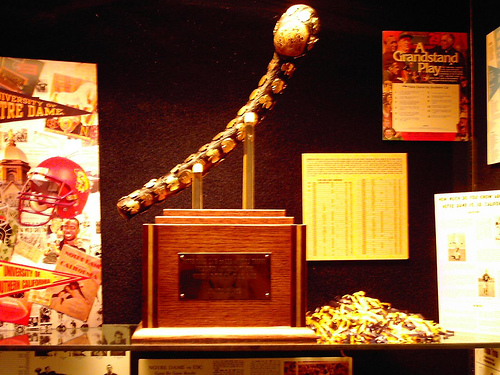
Le premier Jeweled Shillelagh, décerné lors du match de rivalité.

Le trophée dénommé Jeweled Shillelagh, est remis depuis la saison 1952 au vainqueur du match. L'université gagnante le conserve sur son campus pendant un an avant de le remettre en jeu la saison suivante. En cas de match nul, le trophée reste chez le dernier vainqueur en date.
En fin de saison 2023, Notre Dame avait remporté le trophée 34 fois contre 30 à l'USC pour 3 partages depuis son introduction.
Le trophée est un gourdin en bois de jeune chêne d'Irlande sur lequel est gravé From the Emerald Isle. Après chaque victoire, un ornement en forme de bijou (différents en fonction de l'université) est ajouté sur le trophée long d'un pied (30,5 cm). Le trophée original a été retiré lors d'une cérémonie en 1995 et est maintenant exposé en permanence à l'université de Notre-Dame-du-Lac, car il n'était plus possible d'y ajouter d'ornement. Un deuxième Shillelagh, plus long que l'original et fabriqué à la main à partir d'un prunellier du comté de Leitrim a été créé pour perpétuer la tradition.

## Palmarès
Le classement des équipes dans les tableaux ci-dessous est celui de l'Associated Press avant la saison 2014 et celui du comité du College Football Playoff depuis 2014.
Les victoires de Notre Dame lors des saisons 2012 et 2013 ont été annulées par la NCAA le 22 novembre 2016, après que la NCAA ait constaté qu'un étudiant-entraîneur avait commis une faute académique envers deux joueurs de football américain et fourni à six autres joueurs des avantages académiques supplémentaires inadmissibles. La NCAA a également rejeté l'appel de Notre Dame le 13 février 2018.
Les victoires de l'USC lors de la saison 2005 ont été annulées le 10 juin 2010 à la suite de sanctions de la NCAA contre leur programme de football américain, après que la NCAA ait découvert que Reggie Bush avait reçu des cadeaux inappropriés.
Ces victoires annulées ne sont pas incluses dans les bilans historiques de Notre Dame et de USC, ni dans le bilan de la série entre les deux universités (voir Wikipedia:WikiProject College football/Vacated victories (en) pour une explication de la façon dont les victoires annulées sont enregistrées),.
| 50 victoires de Notre Dame     | 37 victoires de l'USC       | 5 nuls                      | 3 résultats annulés par la NCAA |
| Plus large victoire            | Notre Dame, 51–0 (1966)     | Notre Dame, 51–0 (1966)     | Notre Dame, 51–0 (1966)         |
| Plus longue série de victoires | Notre Dame, 11 (1983–1993)  | Notre Dame, 11 (1983–1993)  | Notre Dame, 11 (1983–1993)      |
| Plus longue série sans défaite | Notre Dame, 13 (1983–1995)  | Notre Dame, 13 (1983–1995)  | Notre Dame, 13 (1983–1995)      |
| Série en cours sans défaite    | Notre Dame, 2 (depuis 2023) | Notre Dame, 2 (depuis 2023) | Notre Dame, 2 (depuis 2023)     |

| No. | Date              | Lieu        | Vainqueur      | Score |
| --- | ----------------- | ----------- | -------------- | ----- |
| 01  | 4 décembre 1926   | Los Angeles | Notre Dame     | 13–12 |
| 02  | 26 novembre 1927  | Los Angeles | Notre Dame     | 07–06 |
| 03  | 1er décembre 1928 | Los Angeles | USC            | 27–14 |
| 04  | 16 novembre 1929  | Los Angeles | Notre Dame     | 13–12 |
| 05  | 6 décembre 1930   | Los Angeles | Notre Dame     | 27–0  |
| 06  | 21 novembre 1931  | South Bend  | USC            | 16–14 |
| 07  | 10 décembre 1932  | Los Angeles | USC            | 13–0  |
| 08  | 25 novembre 1933  | South Bend  | USC            | 19–0  |
| 09  | 8 décembre 1934   | Los Angeles | Notre Dame     | 14–0  |
| 10  | 23 novembre 1935  | South Bend  | Notre Dame     | 20–13 |
| 11  | 5 décembre 1936   | Los Angeles | Nul            | 13–13 |
| 12  | 27 novembre 1937  | South Bend  | #9 Notre Dame  | 13–06 |
| 13  | 3 décembre 1938   | Los Angeles | #8 USC         | 13–0  |
| 14  | 25 novembre 1939  | South Bend  | #4 USC         | 20–12 |
| 15  | 7 décembre 1940   | Los Angeles | Notre Dame     | 10–06 |
| 16  | 22 novembre 1941  | South Bend  | #4 Notre Dame  | 20–18 |
| 17  | 28 novembre 1942  | Los Angeles | #8 Notre Dame  | 13–0  |
| 18  | 30 novembre 1946  | South Bend  | #2 Notre Dame  | 26–06 |
| 19  | 6 décembre 1947   | Los Angeles | #1 Notre Dame  | 38–07 |
| 20  | 4 décembre 1948   | Los Angeles | Nul            | 14–14 |
| 21  | 26 novembre 1949  | South Bend  | #1 Notre Dame  | 32–0  |
| 22  | 2 décembre 1950   | Los Angeles | USC            | 09–07 |
| 23  | 1er décembre 1951 | Los Angeles | Notre Dame     | 19–12 |
| 24  | 29 novembre 1952  | South Bend  | #7 Notre Dame  | 09–0  |
| 25  | 28 novembre 1953  | Los Angeles | #2 Notre Dame  | 48–14 |
| 26  | 27 novembre 1954  | South Bend  | #4 Notre Dame  | 23–17 |
| 27  | 26 novembre 1955  | Los Angeles | USC            | 42–20 |
| 28  | 1 décembre 1956   | Los Angeles | #17 USC        | 28–20 |
| 29  | 30 novembre 1957  | South Bend  | #12 Notre Dame | 40–12 |
| 30  | 29 novembre 1958  | Los Angeles | #18 Notre Dame | 20–13 |
| 31  | 28 novembre 1959  | South Bend  | Notre Dame     | 16–06 |
| 32  | 26 novembre 1960  | Los Angeles | Notre Dame     | 17–0  |
| 33  | 14 octobre 1961   | South Bend  | #8 Notre Dame  | 30–0  |
| 34  | 1er décembre 1962 | Los Angeles | #1 USC         | 25–0  |
| 35  | 12 octobre 1963   | South Bend  | Notre Dame     | 17–14 |
| 36  | 28 novembre 1964  | Los Angeles | USC            | 20–17 |
| 37  | 23 octobre 1965   | South Bend  | #7 Notre Dame  | 28–07 |
| 38  | 26 novembre 1966  | Los Angeles | #1 Notre Dame  | 51–0  |
| 39  | 14 octobre 1967   | South Bend  | #1 USC         | 24–07 |
| 40  | 30 novembre 1968  | Los Angeles | Nul            | 21–21 |
| 41  | 18 octobre 1969   | South Bend  | Nul            | 14–14 |
| 42  | 28 novembre 1970  | Los Angeles | USC            | 38–28 |
| 43  | 23 octobre 1971   | South Bend  | USC            | 28–14 |
| 44  | 2 décembre 1972   | Los Angeles | #1 USC         | 45–23 |
| 45  | 27 octobre 1973   | South Bend  | #8 Notre Dame  | 23–14 |
| 46  | 30 novembre 1974  | Los Angeles | #6 USC         | 55–24 |
| 47  | 25 octobre 1975   | South Bend  | #3 USC         | 24–17 |
| 48  | 27 novembre 1976  | Los Angeles | #3 USC         | 17–13 |

| No. | Date             | Lieu        | Vainqueur         | Score             |
| --- | ---------------- | ----------- | ----------------- | ----------------- |
| 49  | 22 octobre 1977  | South Bend  | #11 Notre Dame    | 49–19             |
| 50  | 25 novembre 1978 | Los Angeles | #3 USC            | 27–25             |
| 51  | 20 octobre 1979  | South Bend  | #4 USC            | 42–23             |
| 52  | 6 décembre 1980  | Los Angeles | #17 USC           | 20–03             |
| 53  | 24 octobre 1981  | South Bend  | #5 USC            | 14–07             |
| 54  | 27 novembre 1982 | Los Angeles | #17 USC           | 17–13             |
| 55  | 22 octobre 1983  | South Bend  | Notre Dame        | 27–06             |
| 56  | 24 novembre 1984 | Los Angeles | Notre Dame        | 19–07             |
| 57  | 26 octobre 1985  | South Bend  | Notre Dame        | 37–03             |
| 58  | 29 novembre 1986 | Los Angeles | Notre Dame        | 38–37             |
| 59  | 24 octobre 1987  | South Bend  | #10 Notre Dame    | 26–15             |
| 60  | 26 novembre 1988 | Los Angeles | #1 Notre Dame     | 27–10             |
| 61  | 21 octobre 1989  | South Bend  | #1 Notre Dame     | 28–24             |
| 62  | 24 novembre 1990 | Los Angeles | #7 Notre Dame     | 10–06             |
| 63  | 26 octobre 1991  | South Bend  | #5 Notre Dame     | 24–20             |
| 64  | 28 novembre 1992 | Los Angeles | #5 Notre Dame     | 31–23             |
| 65  | 23 octobre 1993  | South Bend  | #2 Notre Dame     | 31–13             |
| 66  | 26 novembre 1994 | Los Angeles | Nul               | 17–17             |
| 67  | 21 octobre 1995  | South Bend  | #17 Notre Dame    | 38–10             |
| 68  | 30 novembre 1996 | Los Angeles | USC               | 27–20             |
| 69  | 18 octobre 1997  | South Bend  | USC               | 20–17             |
| 70  | 28 novembre 1998 | Los Angeles | USC               | 10–0              |
| 71  | 16 octobre 1999  | South Bend  | Notre Dame        | 25–24             |
| 72  | 25 novembre 2000 | Los Angeles | #11 Notre Dame    | 38–21             |
| 73  | 20 octobre 2001  | South Bend  | Notre Dame        | 27–16             |
| 74  | 30 novembre 2002 | Los Angeles | #6 USC            | 44–13             |
| 75  | 18 octobre 2003  | South Bend  | #4 USC            | 45–14             |
| 76  | 27 novembre 2004 | Los Angeles | #1 USC            | 41–10             |
| 77  | 15 octobre 2005  | South Bend  | #1 USC            | 34–31             |
| 78  | 26 novembre 2006 | Los Angeles | #2 USC            | 44–24             |
| 79  | 20 octobre 2007  | South Bend  | #9 USC            | 38–0              |
| 80  | 29 novembre 2008 | Los Angeles | #5 USC            | 38–03             |
| 81  | 17 octobre 2009  | South Bend  | #6 USC            | 34–27             |
| 82  | 27 novembre 2010 | Los Angeles | Notre Dame        | 20–16             |
| 83  | 22 octobre 2011  | South Bend  | USC               | 31–17             |
| 84  | 24 novembre 2012 | Los Angeles | #1 Notre Dame     | 22–13             |
| 85  | 19 octobre 2013  | South Bend  | Notre Dame        | 14–10             |
| 86  | 29 novembre 2014 | Los Angeles | USC               | 49–14             |
| 87  | 17 octobre 2015  | South Bend  | #14 Notre Dame    | 41–31             |
| 88  | 26 novembre 2016 | Los Angeles | #12 USC           | 45–27             |
| 89  | 21 octobre 2017  | South Bend  | #13 Notre Dame    | 49–14             |
| 90  | 24 novembre 2018 | Los Angeles | #3 Notre Dame     | 24–17             |
| 91  | 12 octobre 2019  | South Bend  | #9 Notre Dame     | 30–27             |
| -   | 28 novembre 2020 | Los Angeles | Annulé (Covid-19) | Annulé (Covid-19) |
| 92  | 23 octobre 2021  | South Bend  | #13 Notre Dame    | 31–16             |
| 93  | 26 novembre 2022 | Los Angeles | #6 USC            | 38–27             |
| 94  | 14 octobre 2023  | South Bend  | #21 Notre Dame    | 48–20             |
| 95  | 30 novembre 2024 | Los Angeles | #5 Notre Dame     | 49-35             |

1. ↑  Les victoires de l'USC de 2005 ont été annulées par la NCAA[19]
2. ↑  Les victoires de Notre Dame de 2012 ont été annulées par la NCAA[18]
3. ↑  Les victoires de Notre Dame de 2013 ont été annulées par la NCAA[18]

## Articles annexes
+ Liste des matchs de rivalité en football américain universitaire de la NCAA